# 天主教俾斯麥教區
天主教俾斯麥教區（拉丁語：Dioecesis Bismarckiensis）是美國一個羅馬天主教教區，以北達科他州州府俾斯麥為中心。屬天主教聖保祿及明尼波利斯總教區。轄區包括該州西部的二十三個縣。
2011年有教友61,648人、2010年有99個堂區、98名司鐸。現任主教達味·卡根。1909年12月31日自法戈教區分出成為教區。